# Guido Tschugg
Guido Tschugg (né le 14 mai 1976) est un coureur cycliste allemand. Spécialisé en dual slalom et en four cross, il est champion d'Allemagne de four cross en 2004 et médaillé de bronze du championnat du monde de four cross en 2006.

## Palmarès

### Championnats du monde
- 1998
  - 45e de la descente
- 2000
  - 9e du dual slalom
- 2001
  - 13e du dual slalom
  - 46e de la descente
- 2002
  - 13e du four cross
  - 39e de la descente
- 2004
  - 33e du four cross
- 2006
  -  Médaillé de bronze du four cross
- 2007
  - 33e du four cross
- 2008
  - 15e du four cross
- 2009
  - 12e du four cross
- 2011
  - 7e du four cross
- 2013
  - 5e du four cross

### Coupe du monde
- Coupe du monde de dual-slalom
  - 9e en 1998
  - 10e en 2000
- Coupe du monde de 4-cross
  - 3e en 2004 (1 manche)
  - 4e en 2005
  - 7e en 2007
  - 2e en 2008
  - 10e en 2009
- Coupe du monde de marathon
  - 10e en 2008

### Championnats d'Europe
- 1998
  -  Médaillé d'argent du dual slalom
- 2006
  -  Médaillé de bronze du four cross

### Championnats nationaux
- Champion d'Allemagne de four cross en 2004